# ヨー・ヒャップセン
ヨー・ヒャップセン (Yeo Hiap Seng Limited、楊協成、通称Yeo's) は投資持株会社であり、シンガポール、マレーシアの飲料メーカーとして有名である。アジア、アメリカ、ヨーロッパ、オセアニアに事務所を持ち国際展開している。自社製品のアジア系飲料の他にペプシコからライセンスを取得し、ペプシコーラ、セブンアップ、マウンテンデューなどの飲料も販売している他、レッドブル、ゲータレード、エビアン、ボルヴィックなども販売している。
筆頭株主はウン・テンフォンの設立したファーイースト・オーガニゼーションであり、自身もタイ王国やシンガポール、マレーシアを含む60カ国以上で住宅開発を行なっている。

## 歴史
1935年に福建省出身のヨー・ケンリャン（Yeo Keng Lian）がシンガポールでヨー・ヒャップセン・ソースファクトリーを創業。1955年12月20日に法人化し、1968年11月7日に旧シンガポール証券取引所上場に合わせて現在の社名に変更した。
1950年代にはカレーチキンの缶詰、ボトルの豆乳、超高温加熱処理法で処理したブリックパックのアジア系飲料を販売していた。
1995年6月ロバート・ウンが代表取締役になるのと同時にロバートの親族の株の持ち分を24.9%まで引き上げた。これを機にウン一族とマレーシアの投資家クエ・レンチャンと間でヨー・ヒャップセン本体の事業とヨー・ヒャップセンが10億ドル以上をかけて再開発したブキ・ティマ地区の支配をめぐって競争が始まった。最終的にはロバートとロバートの父親ウン・テンフォンが優位に立ち、ヨー一族の保有していた株を含め86%の株式を取得し、ウン一族の支配を機に本格的に不動産開発への道を進んだ。この買収劇は「シンガポール史上最も鮮やかな買収劇だった」と評された。

## 製品一覧

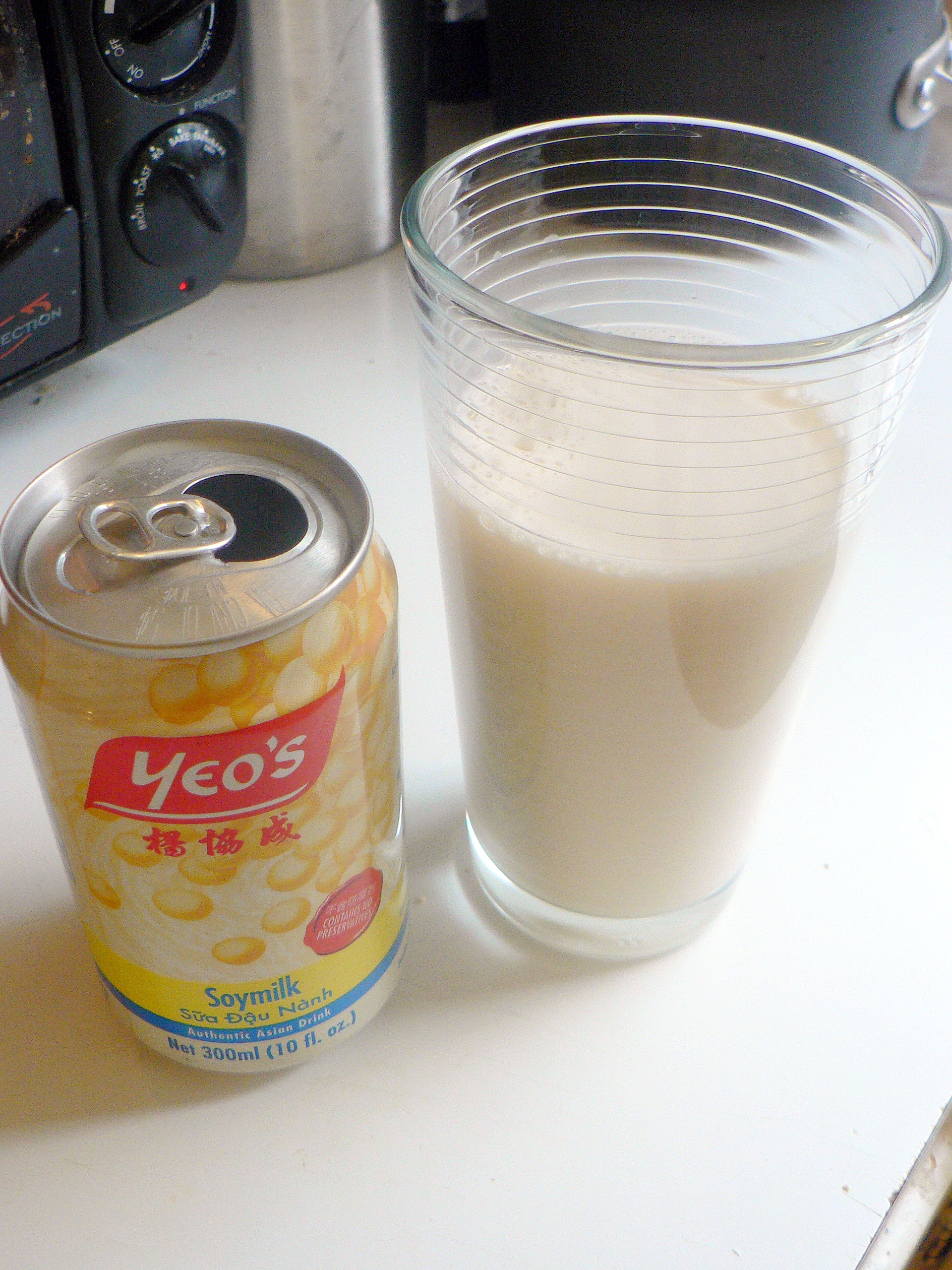
豆乳

| アジア系飲料 - Chrysanthemum Tea - Ice Lemon Tea - Winter Melon Tea - Cintan Instant Noodle - Soy Bean Drink - Soy Milk: Vietnamese Style - Bandung Rose Drink - Sugarcane Drink - Water Chestnut Drink - Grass Jelly Drink - Lemon Barley Drink - Longan Red Dates Drink - Lychee Drink | - Japanese Green Tee - Ice Peach Tea - Ice Lemon Tea - Ice Green Tea - Oolong Tea - Grass Jelly - Lemon Barley - Justea Green Tea + Aloe Vera - Justea Green Tea + Aloe Vera + White Grape - Justea Green Tea + Peach - Justea Green Tea + Lemon - Soursop Juice Drink - Pink Guava Juice Drink - Coconut Juice Drink | それ以外の飲料 - H-TWO-O Original Isotonic Drink - H-TWO-O Original Sparkling Isotonic Drink - H-TWO-O Original Sparkling Apple Flavour Isotonic Drink - H-TWO-O Original Sparkling Black Currant Drink - Pink Dolphin Water with Amino Acids - Pink Dolphin Water with Collagen - Pink Dolphin Water with Vitamin |